# Menara Felda, Platinum Park
La Menara Felda est un gratte-ciel de 215 mètres construit en 2012 à Kuala Lumpur en Malaisie. 